# Wapen van Alkmaar
Het wapen van Alkmaar werd vastgesteld bij Koninklijk Besluit van 28 december 1956.

## Blazoenering
De heraldische beschrijving luidt: 
In keel een ronde, gekanteelde en geopende burcht van zilver, voorzien van een valdeur van hetzelfde en verlicht van sabel. Het schild gedekt door een lauwerkrans van sinopel en gehouden door twee leeuwen van keel. Wapenspreuk; 'Alcmaria victrix' in latijnse letters van keel op een wit lint.
Het wapen toont een schild met een burcht van zilver op een rood veld. Het schild wordt vastgehouden door twee klimmende leeuwen en is gekroond door een groene lauwerkrans. Onder het schild is een wit lint met de wapenspreuk Alcmaria victrix ("Alkmaar is de overwinnaar"), een Latijnse versie van de uitdrukking Bij Alkmaar begint de victorie, die nog uit de tijd van het Alkmaars Ontzet stamt. 

## Geschiedenis
Het huidige wapen is gebaseerd op het oorspronkelijke wapen, dat waarschijnlijk werd verleend in 1254, toen Alkmaar stadsrechten kreeg van Graaf Willem II van Holland. De getoonde burcht is mogelijk de Torenburg, een – inmiddels verdwenen – 13e-eeuwse dwangburcht in Alkmaar. Het oudste zegel van Alkmaar, uit 1299, toon het randschrift Sigillum liberi oppidi de Alcmare. Latere versies van het wapen, in de 16e en 17e eeuw, hadden het randschrift Sigillum salarium civitatis Alcmarienseis.
Op de gevel van een 18e-eeuws huis in Alkmaar is het wapen afgebeeld waarbij de leeuwen zijn omgedraaid, met hun achterste tegen het schild aan. Dit liet de eigenaar Jacob Leeuwenburg plaatsen als protest tegen het stadsbestuur. Leeuwenburg had het huis in 1702 gekocht en de voorgevel in 1707 laten vernieuwen, dat hierdoor over de woning van het buurhuis uitstak. Na klachten van de buurman werd Leeuwenburg door het stadsbestuur in het ongelijk gesteld.

## Verwijzingen
- Het Wapen van Alkmaar was de naam van een Nederlands oorlogsschip, gebouwd in 1640.
- Van de NS-locomotieven van de 1800-serie heeft locomotief 1824 het wapen van Alkmaar op de zijkanten staan.